# Iglesia de San Andrés (Letona)
La iglesia de San Andrés es un edificio situado en el concejo español de Letona, en la provincia de Álava.

## Descripción
El edificio se encuentra en el concejo español de Letona, del municipio de Cigoitia, perteneciente a la provincia de Álava, en la comunidad autónoma del País Vasco. Se menciona como iglesia parroquial del lugar en el décimo volumen del Diccionario geográfico-estadístico-histórico de España y sus posesiones de Ultramar de Pascual Madoz, donde aparece descrita con las siguientes palabras: «igl. parr. (S. Andrés), servida por dos beneficiados perpétuos, uno de ellos con título de cura y ambos de presentacion del cabildo». En el tomo de la Geografía general del País Vasco-Navarro dedicado a Álava y escrito por Vicente Vera y López, se dice lo siguiente: «Su parroquia es de categoría rural de segunda, perteneciente al arciprestazgo de Cigoitia y dedicada á San Andrés».